# Hl. Dreifaltigkeit und St. Leonhard (Bocksberg)

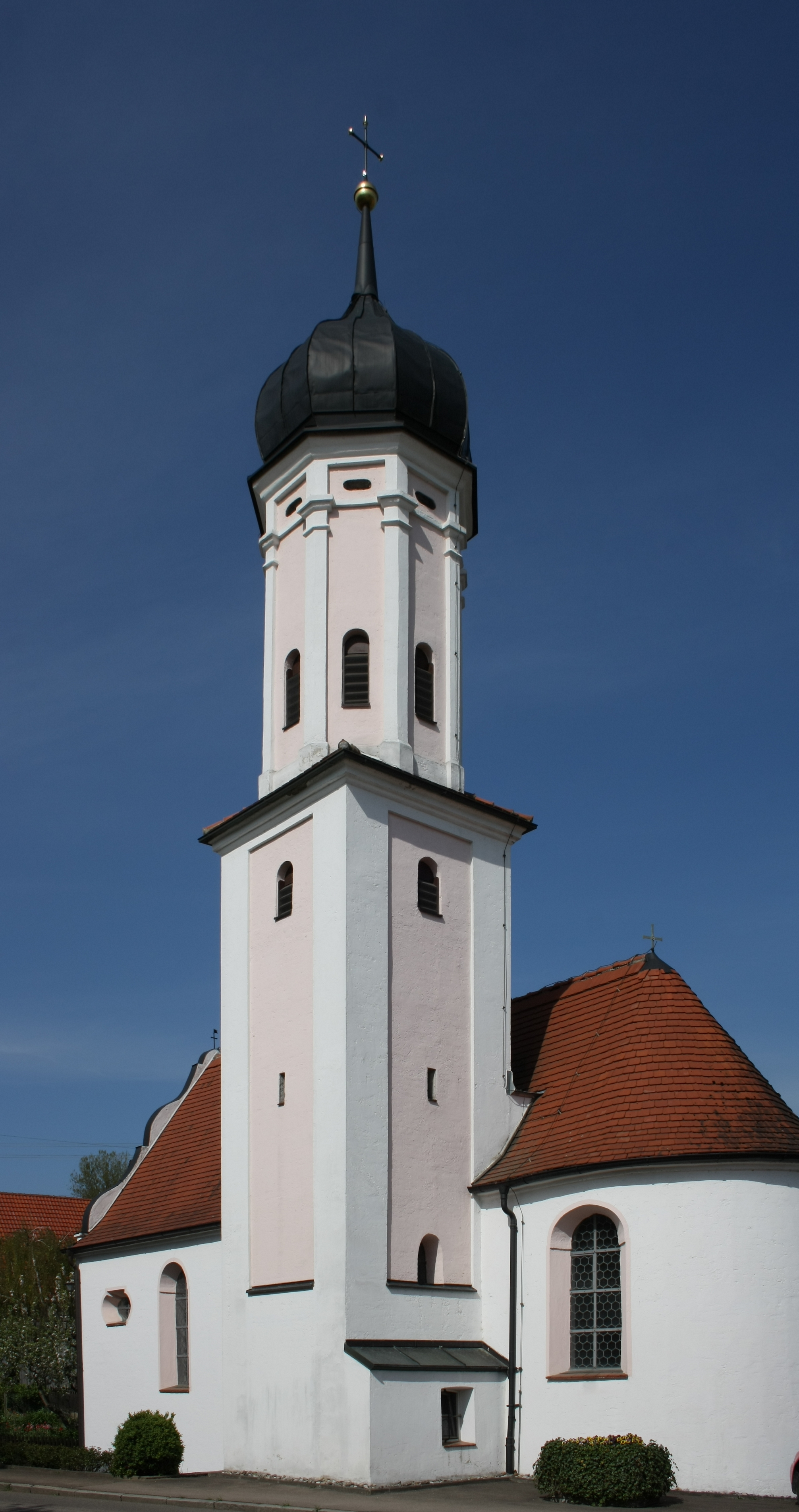
Heilige Dreifaltigkeit und St. Leonhard in Bocksberg

Die römisch-katholische Filialkirche Heilige Dreifaltigkeit und St. Leonhard in Bocksberg, einem Ortsteil der Gemeinde Laugna im Landkreis Dillingen an der Donau im bayerischen Regierungsbezirk Schwaben, wurde 1748 errichtet und mit Fresken ausgestattet. Bis 1906 gehörte die Kirche zur Pfarrei Laugna, danach wurde sie nach Modelshausen umgepfarrt.

## Architektur

### Außenbau
An der Südseite der Kirche erhebt sich der Turm mit seinem quadratischen Unterbau, in den große rechteckige Blendfelder eingeschnitten sind. Der mit einer Zwiebelhaube gedeckte oktogonale Aufbau ist von rundbogigen Klangarkaden und im Attikageschoss von querovalen Öffnungen durchbrochen. Die Westfassade, an der sich der Eingang befindet, wird von einem geschweiften, von zwei Gesimsen unterteilten Giebel bekrönt.

### Innenraum

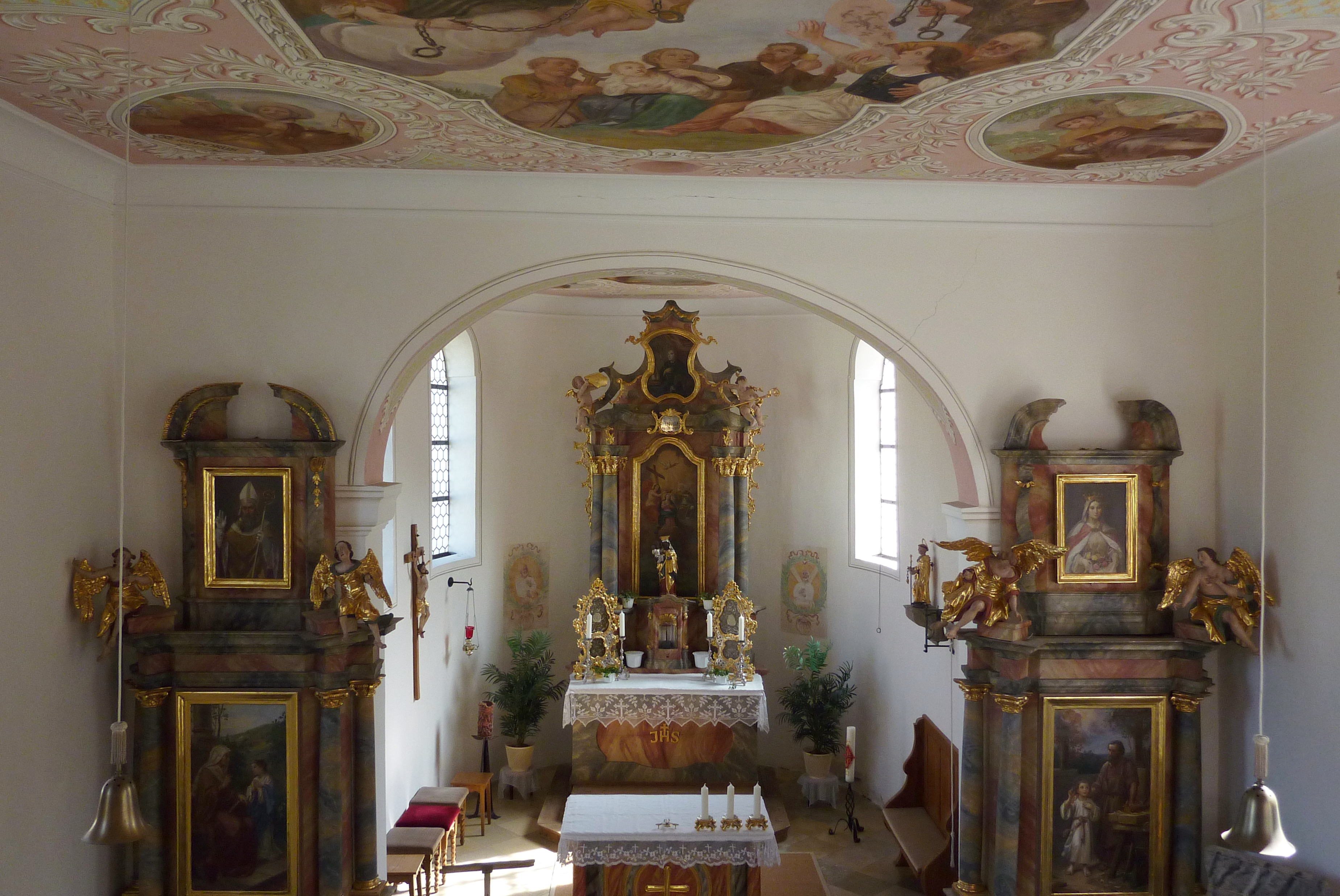
Innenraum mit Blick zum Chor

Die Kirche ist ein mit einer Flachdecke gedeckter Saalbau und besitzt einen leicht eingezogenen, halbrund geschlossenen Chor. Den westlichen Abschluss bildet eine schlichte Empore mit gerader Brüstung.

## Fresken

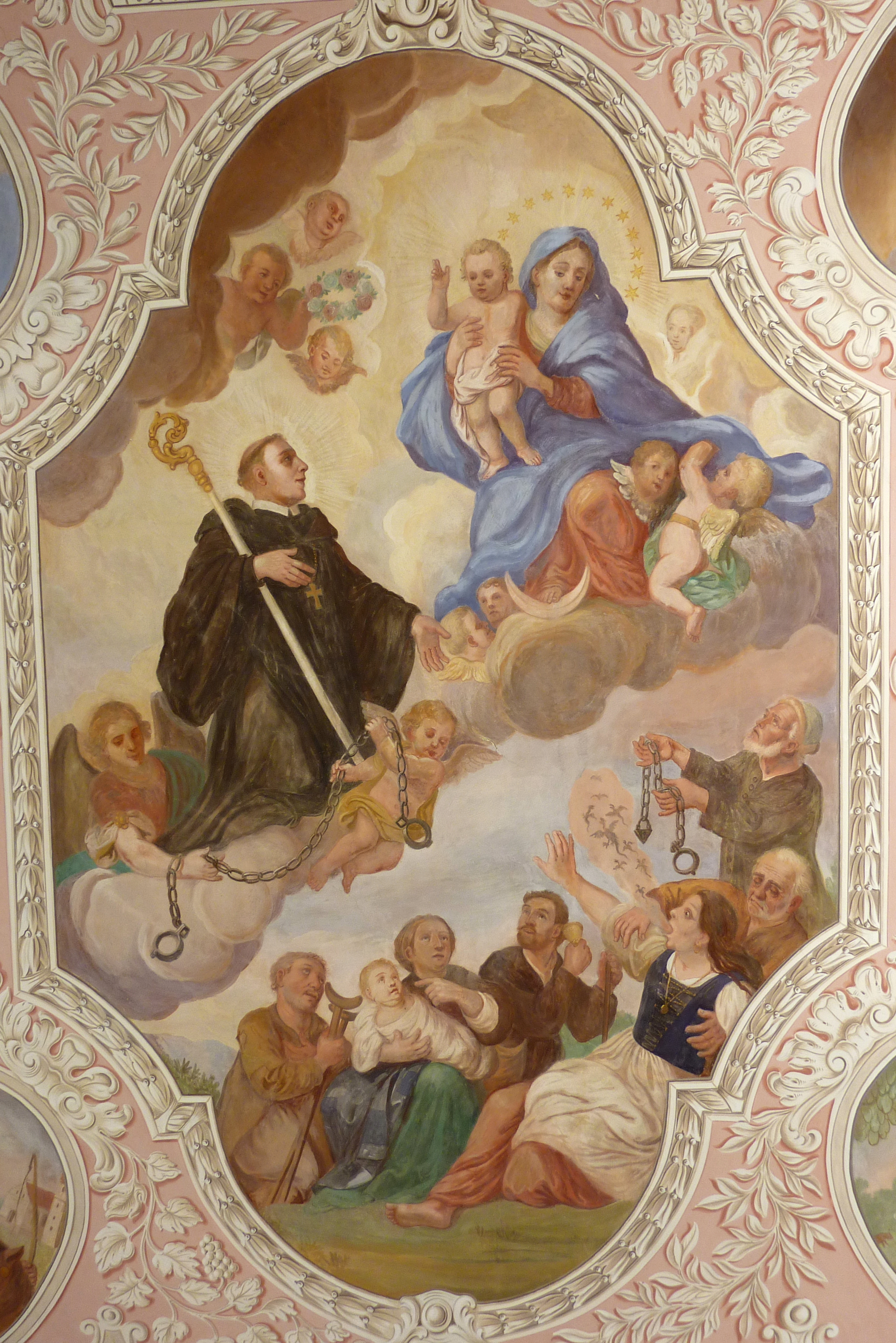
Deckenfresko mit der Darstellung des heiligen Leonhard

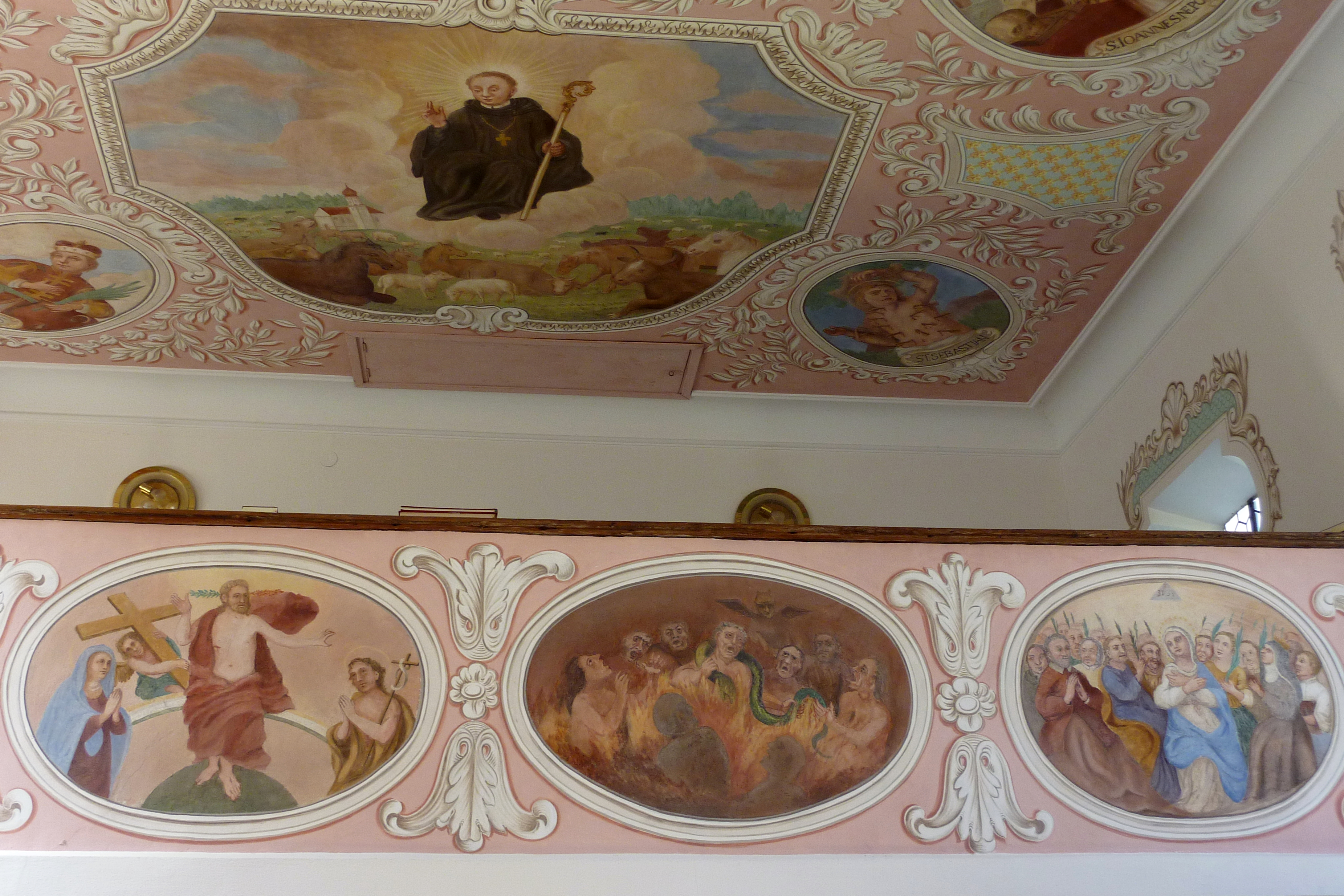
Empore und Deckenbild

Die Fresken wurden 1748 von einem unbekannten Künstler ausgeführt und 1923/24 von Oswald Völkel überarbeitet. Auf dem Deckenfresko des Chores ist die Dreifaltigkeit dargestellt, umgeben von Medaillons mit der Darstellung der vier Evangelisten. Im Chor, auf beiden Seiten des Hauptaltares, wurden zwei Wandfresken wieder freigelegt. Das linke stellt den Apostel Petrus und das rechte den Apostel Andreas dar.
Das zentrale Deckengemälde des Langhauses ist dem Schutzpatron der Kirche, dem heiligen Leonhard, gewidmet. Es stellt den Heiligen, auf einer Wolke schwebend, vor Maria dar. Die beiden Engel zu seinen Füßen halten Ketten, das Attribut des heiligen Leonhard, der auch als Schutzpatron der Gefangenen verehrt wird. Am unteren Bildrand kauern ein Gelähmter mit Krücken, eine Mutter mit einem kranken Kind, ein Aussätziger, eine Besessene, die von Dämonen befreit wird, und ein Gefangener, der seine Ketten vorzeigt. In den vier Medaillons werden der heilige Antonius von Padua, der heilige Wendelin und Isidor von Madrid dargestellt. Im Hintergrund des Porträts des heiligen Johannes Nepomuk wird gezeigt, wie er von der Prager Karlsbrücke gestürzt wird.
Das Fresko über der Empore stellt nochmals den heiligen Leonhard dar, mit einer Viehherde zu seinen Füßen und im Hintergrund die Bocksberger Kirche. Die seitlichen Medaillons erinnern an den heiligen Sebastian, der von Pfeilen durchbohrt wird, und an den heiligen Vitus, dessen Ölkessel auf sein Martyrium hinweist. An der Decke des Durchgangs unter der Empore ist der Gute Hirte dargestellt.

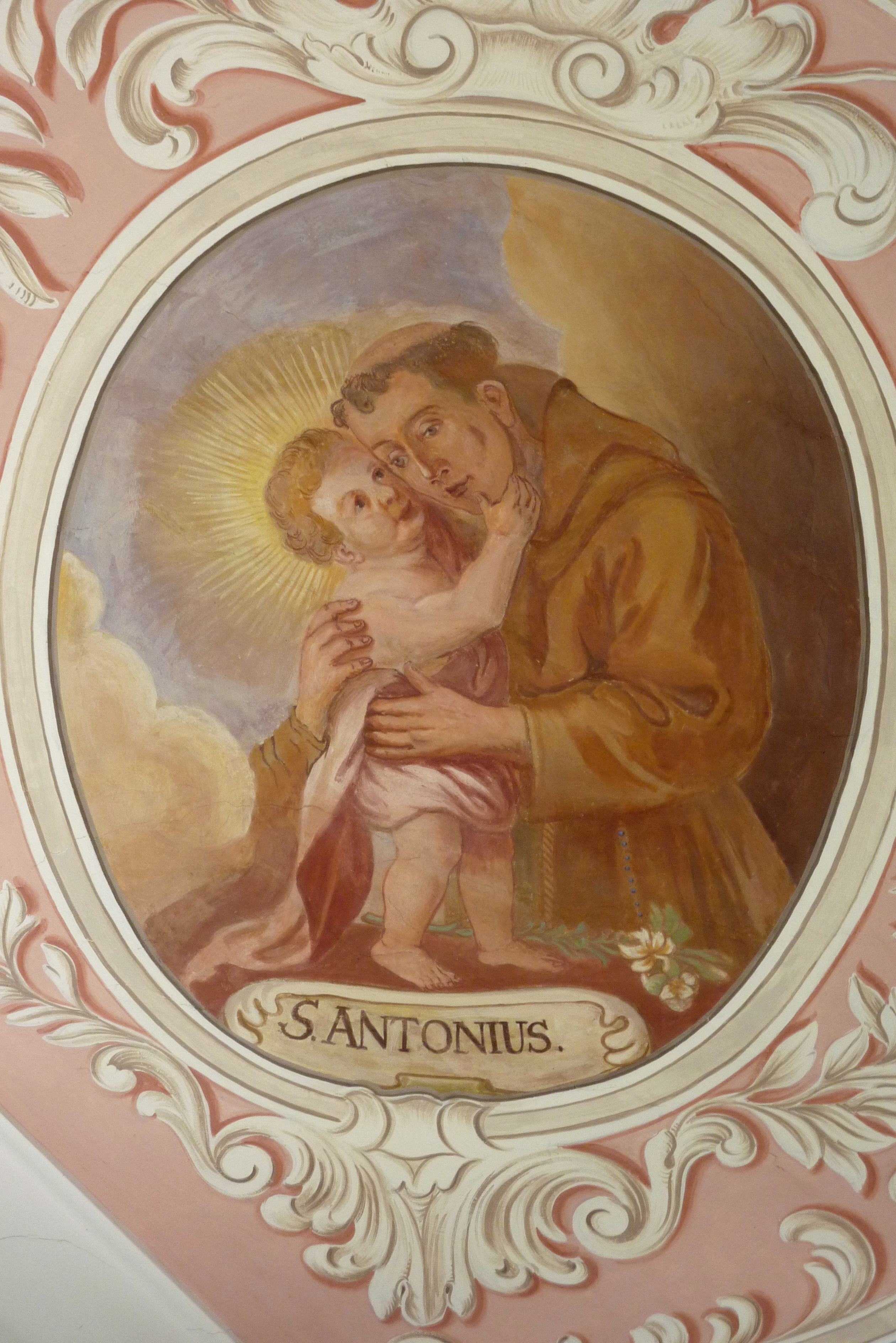
Antonius von Padua
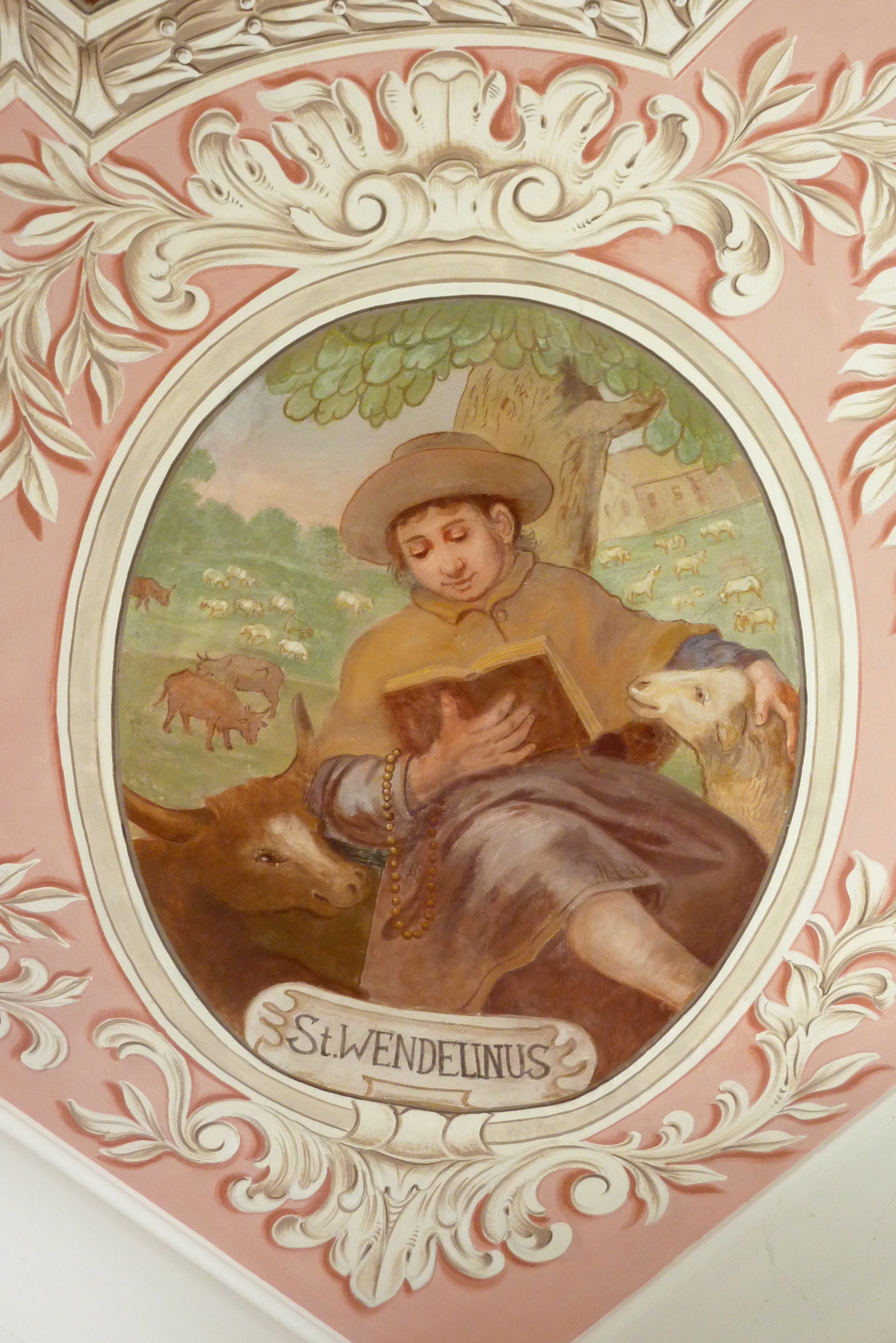
Heiliger Wendelin
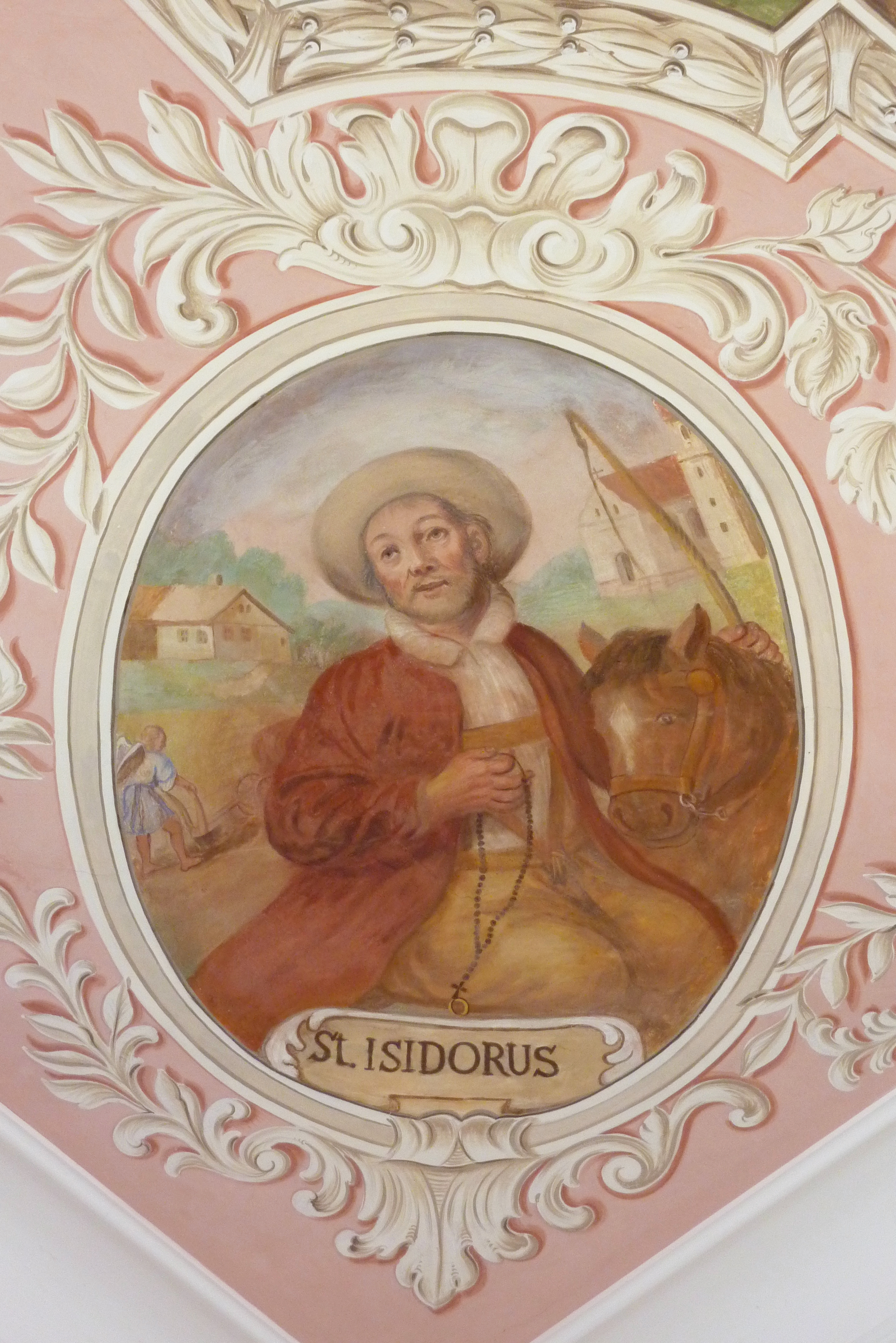
Isidor von Madrid
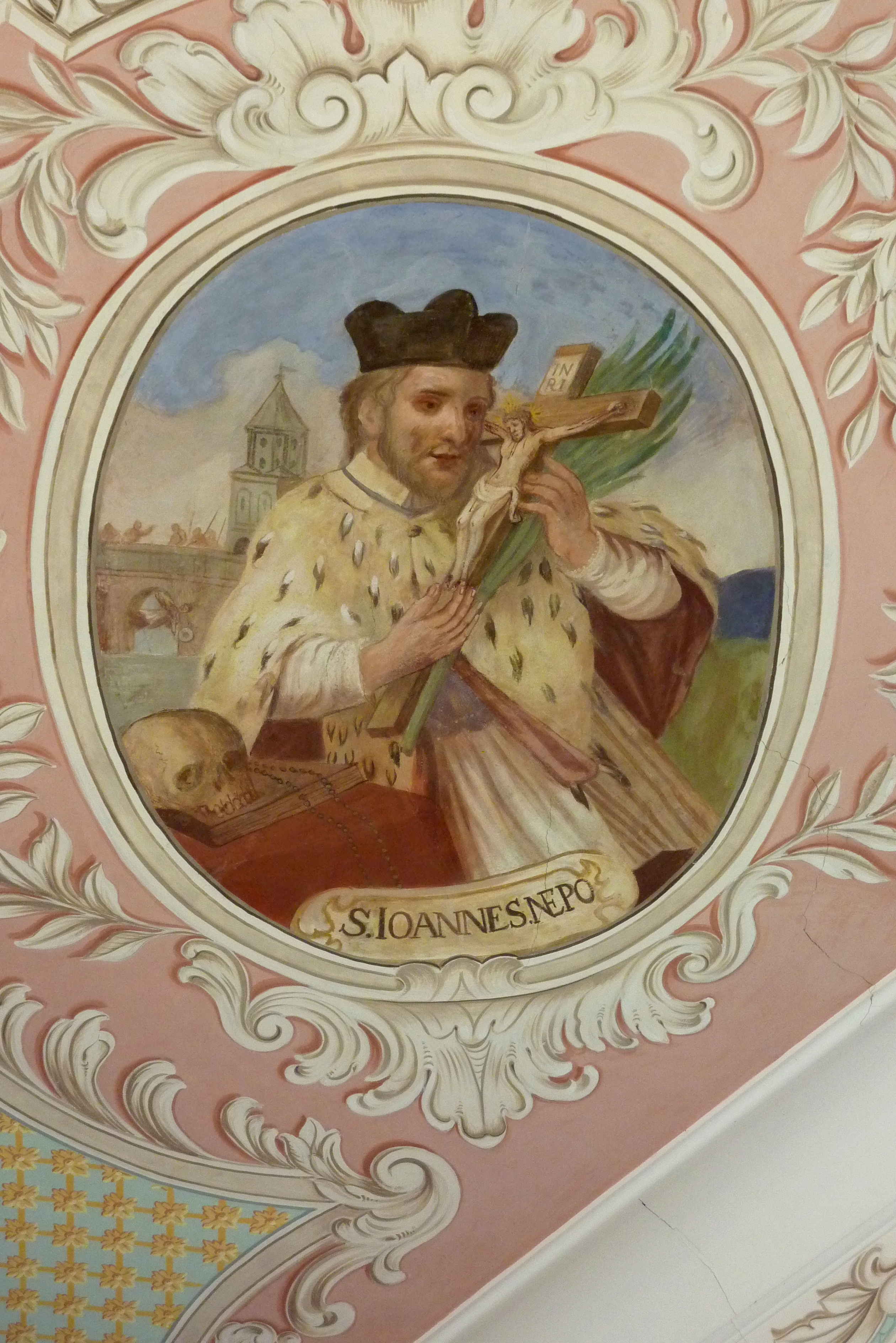
Johannes Nepomuk
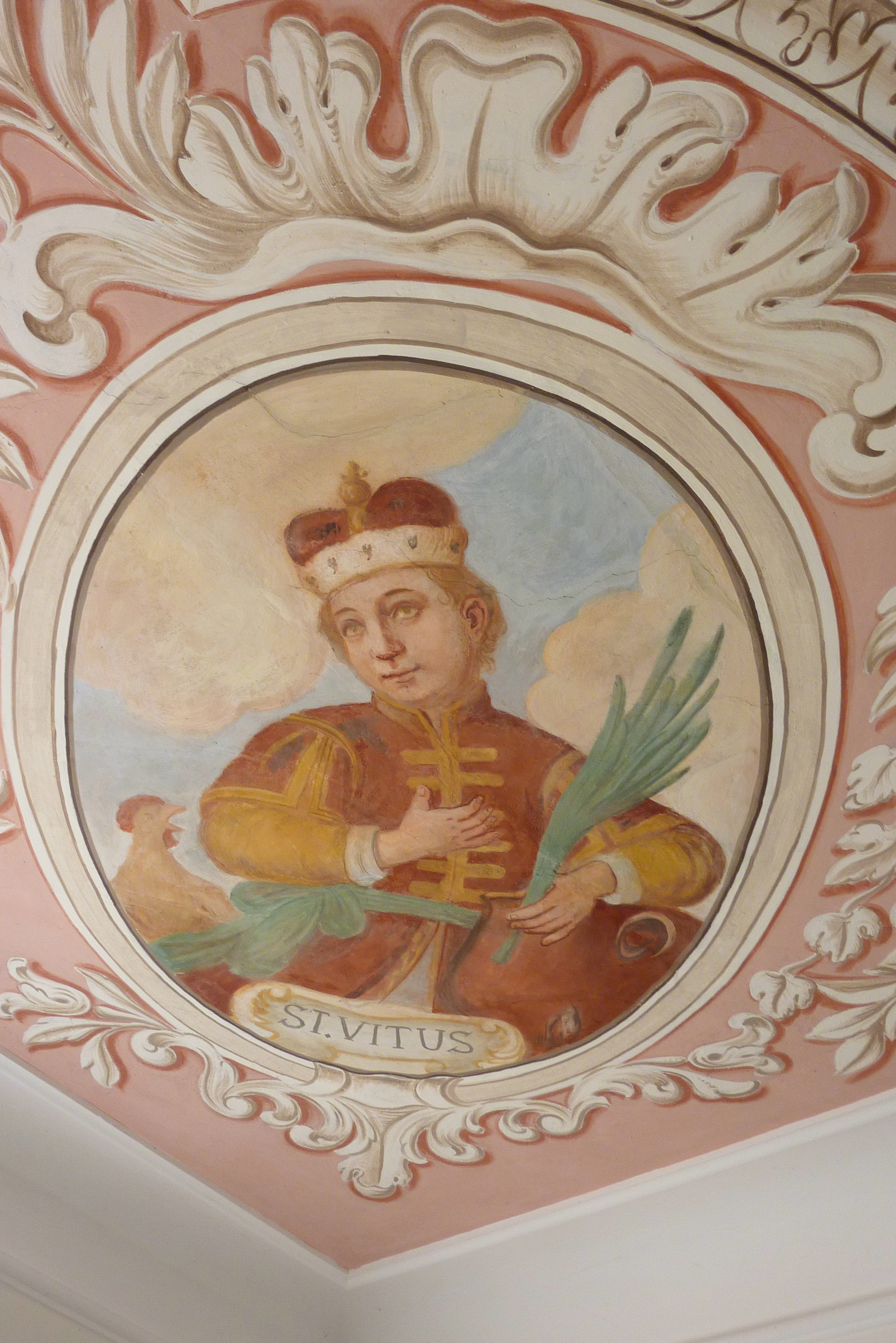
Heiliger Vitus

## Emporenbilder

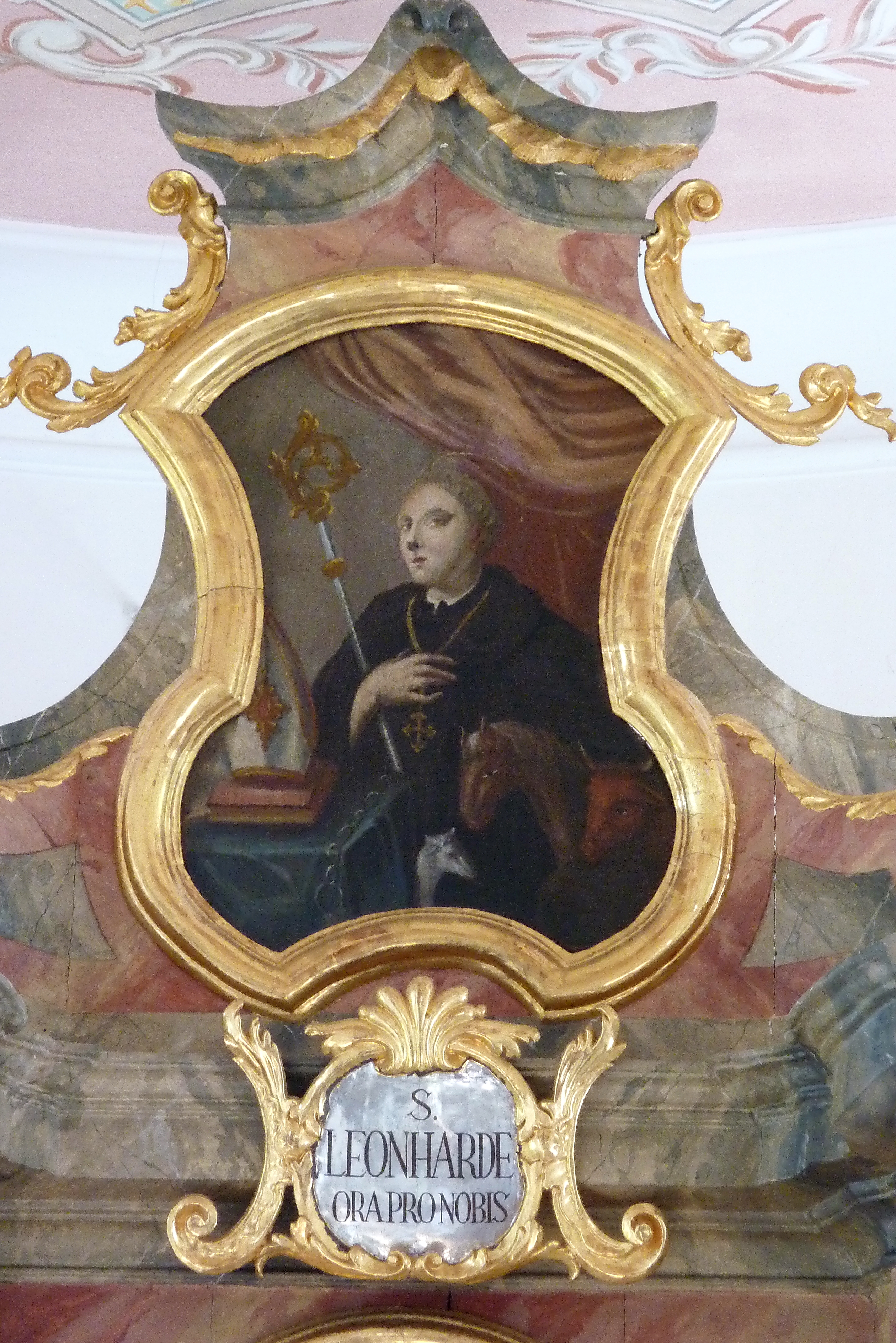
Heiliger Leonhard

Das linke Bild der Emporenbrüstung schildert den Tod des heiligen Leonhard, dem die Letzte Ölung gespendet wird. An seinem Bettrand sitzen verzweifelnd gestikulierende Teufel. Die anderen Szenen stellen die Auferstehung Christi, die Verdammten in der Hölle mit Teufeln und einer Schlange und die letzte Szene Maria im Kreise der Seligen, die eine Siegespalme in den Händen halten, dar.

## Ausstattung
- Die Seitenaltäre wurden um 1720 angefertigt. Die Bilder stammen von 1924 und wurden von Oswald Völkel ausgeführt. Das linke Altarbild stellt die Unterweisung Mariens dar und im Auszug den heiligen Nikolaus. Auf dem rechten Altarbild wird der heiligen Josef als Zimmermann mit dem Jesuskind dargestellt, im Auszug die heilige Elisabeth mit Rosen in der Hand.
- Der Hochaltar ist eine Arbeit von 1748. Das Altarbild stellt die Krönung Mariens und das Auszugsbild den heiligen Leonhard als Abt mit Stab und Mitra dar.
- Im Chor steht auf einer Konsole eine Skulptur des heiligen Leonhard, der eine zerbrochene Kette in der Hand hält.
- Die beiden Reliquiare auf dem Altartisch und das Prozessionskreuz an der Wand werden um 1780 datiert.
- Der Kreuzweg stammt von 1810.